# الواطخة (المفلحي)

تعديل مصدري - تعديل

الواطخة هي إحدى قرى عزلة المفلحي بمديرية المفلحي التابعة لمحافظة لحج، بلغ تعداد سكانها 118 نسمة حسب تعداد اليمن لعام 2004.